# Ruschia bipapillata
Ruschia bipapillata är en isörtsväxtart som beskrevs av L. Bol. Ruschia bipapillata ingår i släktet Ruschia och familjen isörtsväxter. Inga underarter finns listade i Catalogue of Life.